# ピーター・ジョーンズ (宣教師)
ピーター・ジョーンズ （Peter Jones、1802年1月1日-1856年6月29日）は、アッパー・カナダ植民地バーリントン・ハイツ出身のオジブワ族メソジスト教役者。ほかに翻訳や部族の酋長や文筆業も務めた。彼のオジブワ族での名前はKahkewāquonābyで「（神聖な）羽をはばたかせる者」という意味。
彼が若い頃にミシサガ族の結束は崩壊の危機に瀕していた。説教者かつ酋長として、また模範的人物かつ政府との連絡役として、彼の指導力は自分の部族がヨーロッパ人との接触で生き延びる手助けとなった。

## 概要
ジョーンズは、母親Tuhbenahneequayによりミシサガ・オジブワ族の伝統文化と宗教の中で14歳まで育てられた。その後は父オーガスタス・ジョーンズ（ウェールズ生まれの英国王党派）と一緒に暮らすようになった。彼はそこでアッパーカナダの白人キリスト教入植者の習慣と言語を学び、農業の仕方を学んだ。ジョーンズは21歳でメソジズムに改宗した。アッパーカナダのメソジスト指導者は、彼が白人とインディアンのコミュニティ間における橋渡し役になる可能性があると認識し、彼を説教者に採用した 。彼が賛美歌や聖書の文章をオジブワ語やモホーク語に翻訳したり、英語を理解できないインディアン達に（現地語で）説教することで、メソジストはアッパーカナダのミシサガ族やイロコイ族に入り込めるようになった。インディアン達への説教に加えて、彼はカナダのメソジストにとって優れた寄付勧誘者であり、米国や英国を巡りつつ説教および講話を行なった。ジョーンズは何千人もの観衆を引き寄せ、彼が法話する建物は多くの人で溢れたが、この観衆達がピーター・ジョーンズ（務めを懸命に果たす立派なキリスト教徒）ではなくKahkewāquonāby（異国風情のインディアン）を物見に来ていると考えるようになり、彼はこの役割に憤慨するようになった。
またジョーンズは政治指導者でもあった。1825年、彼はインディアン省（現在の米国でいうインディアン事務局に相当）に手紙を書いた。彼の手紙は、同省がインディアンから受け取った最初の手紙である。これが彼に同省最高責任者のジェームス・ギビンズや影響力の大きな司教ジョン・ストラカンとの接触をもたらし、彼はクレジット川流域での布教任務 (Credit Mission) の資金手配や支援を行なった。そこで彼は説教者かつコミュニティの指導者として暮らしながら、ミシサガ族を農業とキリスト教のヨーロッパ生活様式に転換させることに尽力し、彼らをアッパーカナダの白人入植者と競争できるまでにした。彼は1829年に同布教任務のミシサガ地区長に選出され、植民地政府やその省庁に請願する際には部族の広報役を務めた。イギリス歴訪中に、彼は聴衆のほかウィリアム4世やビクトリア女王を味方につけて、アッパーカナダのミシサガ族の権利証書問題について直接ビクトリアに請願した。その生涯で、ジョーンズはクレジット川地域にいるミシサガ族の信託基金を部族の酋長に引き渡すなど、様々な州政府から何とか譲歩を獲得したものの、クレジット川地域入植の権利証書を確保することはできなかった。 1847年にジョーンズは、ミシサガ族に権利証書を与えてくれたシックス・ネーションズから寄贈された土地ニュークレジットに部族を移転させた。ニュークレジットのミシサガ族はこの土地の権利証書獲得に成功して以来、現在もそこに住んでいる。ジョーンズの健康状態はニュークレジットに移る数年間前から悪くなっており、彼はそこの入植地に部族と共に行くことができず、カナダ西部のブラントフォード郊外に隠居し、1856年の夏に死去した。 
北米インディアンと白人入植者との橋渡し役をしたオブジワ族宣教師としてカナダでは知られているが、日本だと彼の宣教師や政治家としての側面は言及される機会が少ない。それよりも北米インディアンの信仰するトーテミズムに関して、先住民のニュアンスを世に広めた人物として宗教民俗学分野で言及されることが多い。